# Ned Washington
Pour les articles homonymes, voir Washington.
Ned Washington est un parolier américain, né le 15 août 1901 à Scranton (Pennsylvanie) et mort le 20 décembre 1976 à Beverly Hills (Californie). 
Ned Washington est membre du Songwriters Hall of Fame.

## Biographie
Au début des années 1940, de l'équipe de compositeurs travaillant chez Disney dans les années 1930, Leigh Harline et Ned Washington partent chez les studios concurrents et Frank Churchill se suicide.

## Chansons
- 1929 : Singin' in the Bathtub (avec Herb Magidson; musique de Michael H. Cleary)
- 1932 : I'm Gettin' Sentimental Over You (musique de George Bassman)
- 1932 : A Ghost of a Chance (musique de Victor Young)
- 1933 : Smoke Rings (musique de H. Eugene Gifford)
- 1938 : The Nearness of You (en) (avec Hoagy Carmichael)
- 1946 : Stella by Starlight (musique de Victor Young, composée en 1944)
- 1950 : My Foolish Heart musique de Victor Young)
- 1954 : The High and the Mighty (musique de Dimitri Tiomkin) pour le film Écrit dans le ciel (1954)
- 1956 : Gunfight at the O.K. Corral (musique de Dimitri Tiomkin) pour le film dont le titre en français est Règlement de comptes à O.K. Corral
- 1956 : Wild Is the Wind (musique de Dimitri Tiomkin)
- 1958 : Rawhide (musique de Dimitri Tiomkin)
- 1962 : The Song from Advise and Consent (musique de Jerry Fielding) pour le film Tempête à Washington

## Distinctions
Ned Washington a obtenu un total de treize nominations aux Oscars du cinéma de 1940 à 1962. Il a remporté l'Oscar de la meilleure chanson originale pour When You Wish Upon A Star dans Pinocchio en 1940 et High Noon (Do Not Forsake Me, Oh My Darlin') dans Le train sifflera trois fois en 1952, ainsi que l'Oscar de la meilleure musique de film pour Pinocchio en 1940.
Il a également remporté deux Golden Globes.